# Liste von Selimiye-Moscheen

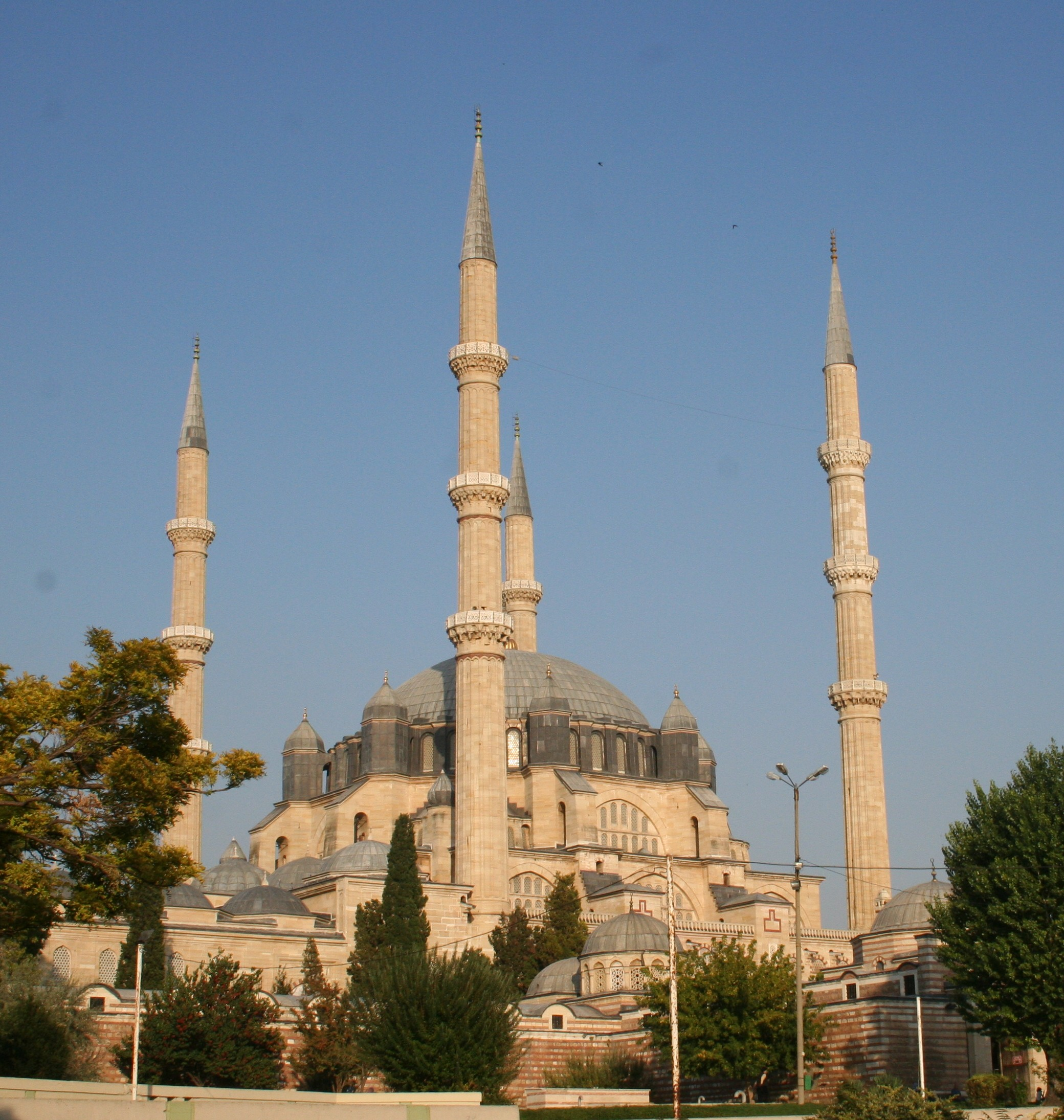
Die Selimiye-Moschee in Edirne

Eine Selimiye-Moschee (türkisch Selimiye Camii) trägt ihren Namen in Erinnerung an die „Sultansmoschee in Edirne“.

## Bedeutung
Die Sultan-Moschee Selims II. wurde 1568–1575 vom osmanischen Hofbaumeister Mimar Sinan in der früheren osmanischen Hauptstadt Edirne erbaut und gilt als dessen Meisterwerk. Auch Selim III. ließ 1803 eine Moschee gleichen Namens errichten, die Selimiye Camii in Üsküdar.
Der türkische und arabische Name Selim bedeutet „vollkommen“, „makellos“.

## Gleichnamige Moscheen in Deutschland
- Selimiye-Moschee Augsburg, Schäflerbachstraße, Augsburg
- Selimiye-Moschee Allersberg, Gilardistraße 8, Allersberg
- Selimiye-Moschee Bamberg, Coburger Straße, Bamberg (DITIB)
- Selimiye-Moschee Berlin, Brunowstraße, Berlin-Tegel
- Selimiye-Moschee Bremen, Kreinsloger, Bremen (DITIB)[1]
- Selimiye-Moschee Bremerhaven, Lübecker Straße, Bremerhaven
- Selimiye-Moschee (Deggendorf), Bayern
- Selimiye-Moschee Dortmund, Hessische Straße, Dortmund-Eving[2]
- Selimiye-Moschee Duisburg, Dollendorfer Straße, Duisburg[3]
- Selimiye-Moschee Duisburg, Ungelsheimer Straße, Duisburg[3]
- Selimiye-Moschee Fürth, Schwabacher Straße, Fürth
- Selimiye-Moschee Germersheim, Orfstraße, Germersheim (IGMG)
- Selimiye-Moschee (Gütersloh), Lützowstraße, Gütersloh (DITIB)
- Selimiye-Moschee Gundelsheim, Gottlieb-Daimler Straße, Gundelsheim[4]
- Selimiye-Moschee Hamm, Hammer Straße, Hamm (DITIB)[3]
- Selimiye-Moschee Hechingen, Gammertingerst. 35, 72379 Hechingen (DITIB)
- Selimiye-Moschee Herrenberg, Daimlerstraße, Herrenberg
- Selimiye Merkez-Moschee, Bischofskamp, Hildesheim (DITIB)
- Selimiye-Moschee Horn-Bad Meinberg, Hinter der Mauer, Horn-Bad Meinberg[5]
- Selimiye-Moschee Karlsruhe, Lessingstraße, Karlsruhe (Weststadt)[6]
- Selimiye-Moschee Kiel, Karlstal, Kiel
- Selimiye-Moschee Lehrte, Zum Alten Dorf, Lehrte[7]
- Selimiye-Moschee Lünen, Roonstraße, Lünen
- Selimiye-Moschee Mainz, Barbarossaring, Mainz-Neustadt
- Selimiye-Moschee Niederkassel, Premnitzer Straße, Niederkassel-Lülsdorf[8]
- Selimiye-Moschee Nordenham, Walther-Rathenau-Straße, Nordenham[9]
- Selimiye-Moschee Oberhausen, Hügelstraße, Oberhausen
- Selimiye-Moschee Oberhausen, Ziegelstraße, Oberhausen
- Selimiye-Moschee Oberhausen, Alsfeldstraße, Oberhausen (IGMG)[3]
- Selimiye-Moschee Oberstenfeld, Lembacher Straße, Oberstenfeld (DITIB)
- Selimiye-Moschee Siegen, Zum Wildgehege, Siegen
- Selimiye-Moschee Troisdorf, Sieglarer Straße, Troisdorf (DITIB)
- Selimiye-Moschee Völklingen, Schaffhauser Straße, Völklingen-Wehrden (DITIB)
- Selimiye-Moschee Wertheim, Theodor-Heuss-Straße, Wertheim-Reinhardshof (DITIB)

## Gleichnamige Moscheen außerhalb Deutschlands
Albanien
- frühere Selimiye-Moschee in Lezha, heute Skanderbeg-Gedenkstätte

Niederlande
- Selimiye-Moschee Enschede, 1981[10]
- Selimiye-Moschee Haarlem[11]
- Selimiye-Moschee Lochem, 2000[12]

Österreich
- Selimiye-Moschee Saalfelden, 2003

Türkei
- Selimiye-Moschee Edirne (1568–75)[13]
- Selimiye-Moschee Üsküdar (1803)

Zypern
- Selimiye-Moschee Nikosia